# 道氏底潛魚
道氏底潛魚為輻鰭魚綱鼬魚目鼬魚亞目隱魚科的其中一種，分布於中西太平洋，從墨西哥灣北部至佛羅里達海峽海域，棲息深度60-180公尺，體長可達11.2公分，為底棲性魚類，棲息在大陸棚、大陸坡。

## 擴展閱讀
維基物種上的相關：道氏底潛魚